# نارلیجا
نارلیجا (به ترکی استانبولی: Narlıca) شهری است در کشور ترکیه که در استان ختای واقع شده‌است. جمعیت این شهر بر اساس برآوردهای سال ۲۰۰۹ میلادی ۱۴٬۰۵۸ نفر می‌باشد.